# 臺北市體育總會棒球協會
臺北市體育總會棒球協會，

## 組織簡介
- 民國56年（1967年7月1日），臺北市改制為直轄市，臺北市體育會隨同改制，而棒球委員會即是體育會下設之委員會。
- 民國61年（1972年），臺北市體育會聘請王清雲擔任主任委員，張朝枝為副主委。
- 民國62年（1973年），臺北市少棒隊慘遭巨人少棒擊敗後，棒委會會務便無人過問，經有關單位一再奔走，終於在民國64年（1975年）完成改組，由謝森展出任主委。
- 民國67年（1978年），臺北市棒委會改組，新任主委鄭興成曾任臺北市南區少棒聯盟理事長，平時熱愛棒球。新任幹事大多為退休棒球國手，總幹事林永成、副總幹事張輝雄、行政組長余壯勇、裁判組長林信彰、競賽組長謝明勇、輔導組長陳秀雄、場地組長謝清文、公共關係組長張昭雄，這些都是在棒球運動上學有專精的專家。
- 民國70年（1981年）主任委員鄭興成堅辭職務，由陳煌祥繼任。
- 民國71年（1982年）8月25日，由彭誠浩任第五屆主任委員，改組後立即確立計劃方針，除了指導研究棒球運動技能外，並舉辦各種訓練營及教練、裁判之講習會，以灌輸新知，提高水準，不僅使前輩有再教育的機會，更積極扶植新進，使棒球藝術的傳遞後繼有人。另外彭主委提倡軟式棒球，且舉辦了第一屆自由盃軟式棒球賽，吸引了許多社會人士組球隊參賽。
- 民國88年（1999年）臺北市體育會棒球委員會改組，由臺北市議員林晉章接任主委，林議員擔任了第11、12屆主任委員，對於推展臺北市棒球運動不遺力。
- 民國96年（2007年）4月臺北市體育會棒球委員會再次改組，由臺北市議員陳玉梅接任第12屆主任委員，並敦請資深棒球人林文明老師為總幹事，繼續為臺北市棒球運動而努力。96年10月總幹事林文明老師因公務及教務繁忙無暇分身，請辭總幹事，由李松輝先生接任總幹事。
- 民國97年（2008年）2月臺北市體育會奉准更名為「臺北市體育總會」，本委員會正式名銜更名為「臺北市體育總會棒球委員會」。
- 民國98年（2009年）9月19日奉臺北市體育總會令下轄各單項委員會需改名為協會，報請臺北市政府社會局同意依法籌組，假劍潭海外青年活動中心舉行『臺北市體育總會棒球協會成立大會』，會中由與會會員投票選出理、監事，另由出席理事選舉理事長，由臺北市議員陳玉梅小姐當選「臺北市體育總會棒球協會」第一屆理事長，並敦請李松輝先生擔任總幹事，負責會務之推動。
- 民國97年(2008年)2月臺北市體育會奉准更名為「臺北市體育總會」，本委員會正式名銜更名為「臺北市體育總會棒球委員會」。
- 陳主任委員為提振棒球運動風氣，發掘更多基層愛好棒球運動人才，於97年7月指示開辦「臺北市國民小學少年棒球夏令營」活動，讓國小學童能善用暑假期間，走出戶外，投入棒球運動，從基本玩棒球開始，讓全家人皆感受棒球運動之魅力，進而參與棒球，支持棒球，另提供若干名額供本市低收入家庭學童免費參加，並指示於每年暑假持續辦理。
- 民國98年(2009年)9月奉臺北市體育總會令下轄各單項委員會需改名為協會，報請臺北市政府社會局同意後依法籌組，『臺北市體育總會棒球協會』，由臺北市議員陳玉梅小姐當選「臺北市體育總會棒球協會」第一屆理事長，並敦請李松輝先生擔任總幹事，負責會務之推動。
- 民國99年陳重光文教基金會為感念已故中華職棒聯盟會長陳重光先生對推展棒球運動之付出，與本會合辦「第一屆重光盃全國少棒錦標賽」，讓本市國小棒球隊能與來自全國之少棒勁旅，有直接交流、切磋機會，塑造「北重光、南諸羅」臺灣南北兩大少棒年度賽事，奠定棒球王國之基礎。
- 民國102年12月依本會組織章程規定，第一屆理、監事任期屆滿，幹事部由李松輝總幹事提出總辭，本會理事長陳玉梅女士連任第二屆理事長，特改聘李松輝先生為副理事長，並依理、監事會議提案，會員大會通過，將總幹事一職改名為秘書長，並任命蔡仲仁先生為第二屆秘書長，重新籌組幹事部。
- 民國102年12月20日「2013臺北國際城市青少棒錦標賽」，由旅美華僑張南雄先生居中協助，特別邀請美國舊金山青少年棒球隊參加，更增比賽之強度及可看性。陳理事長特別指示第十屆國際城市青少棒賽，將擴大比賽規模至三十二隊，廣邀國外更多國家參與本賽事。
- 民國107年1月20日月依本會組織章程規定，第二屆理、監事任期屆滿改選，由陳炳甫先生當選第三屆理事長，並任命蔡仲仁先生為第三屆秘書長籌組幹事部。
- 民國111年1月15日依本會組織章程規定，第三屆理、監事任期屆滿改選，由陳炳甫先生當選第四屆理事長，聘任蔡仲仁先生為副理事長，並經理、監事會議提案，會員大會通過，並任命陳振庭先生為第四屆秘書長籌組幹事部。
- 民國112年7月1日秘書長陳振庭先生因個人生涯規劃請辭，經理事長核定由李松輝先生接任秘書長。
- 民國113年9月1日秘書長陳李松輝先生因家庭因素請辭，經理事長核定由蔡仲仁副理事長兼代秘書長。
- 本會長年推展臺北市學生棒球運動、成人社會乙組軟、硬式棒球聯盟賽、臺北市C級教練、裁判講習培育工作等事項，並於每年固定辦理各項比賽及講習課程。
- 本會持續與臺北市政府體育局合作，於每年12月底承辦「臺北城市盃青少年棒球錦標賽」，固定邀請日、韓、香港等國外球隊抵臺，與本市及來自全國各地之青少年棒球隊進行交流比賽，以球會友，增進彼此情誼，並提昇本市國際能見度，讓本國球員雖未能取得國家代表隊資格，亦可與來自國外之棒球強隊交流比賽，從中學習他人長處，提昇本國棒球實力。
- 民國111年1月15日月依本會組織章程規定，第三屆理、監事任期屆滿改選，由陳炳甫先生連任第四屆理事長，並任命陳振庭先生為第四屆秘書長籌組幹事部。

## 人員組織
- 理事長：陳炳甫
- 副理事長：蔡仲仁
- 常務理事：蔡仲仁、李松輝、曾金城、陳世龍
- 理事：吳高興、林宗成、林文明、許順益、林國榮、李惟成、詹賜坤、藍庚申、吳宏益、顏添丁
- 常務監事：王河傳
- 監事：孔憲祥、謝豐安、蒲秀滿、賴建志
- 秘書長：蔡仲仁
- 副秘書長：梁仲芳、顏添丁
- 競賽組長：文昱鈞
- 競賽組副組長：王秉承
- 裁判長：陳宗信
- 副裁判長：高明煌、翁卓立
- 紀錄組長：朱大衞
- 紀錄組副組長：袁仕中
- 行政組長：林俊秀
- 場地組長：林俊秀(兼)
- 活動組長：王釧源
- 活動組副組長：崔家豪
- 訓輔組長：陳捷棪
- 訓輔組副組長：黃奕彬
- 獎典組長：王河傳
- 獎典組副組長：吳順禎
- 國際組長：蒲秀滿
- 國際組副組長：戴育群、高銘鈴
- 攝影組長：柯志勇
- 財務長：李芷琪

## 辦理比賽
- 臺北市三級學生棒球代表隊選拔賽（每年固定舉行）
- 臺北市四級學生棒球聯賽（少棒甲組、少棒乙組、青少棒組、青棒甲組、青棒乙組、大專乙組，每年固定舉行)
- 臺北市青年盃軟式棒球錦標賽（每年固定舉行）
- 臺北市中正盃軟式棒球錦標賽（每年固定舉行）
- 臺北城市盃青少年棒球錦標賽（每年12月固定舉行）
- 重光盃全國少棒錦標賽（每年固定舉行）
- 成棒乙組硬式棒球春季聯盟賽（每年固定舉行）
- 理事長盃成棒乙組硬式棒球錦標賽（每年固定舉行

## 辦理訓練及活動
- 臺北市C級裁判研習
- 臺北市C級教練研習
- 臺北市國民小學棒球夏令營
- 假日棒球研習營

## 外部網頁連結
- 臺北市體育總會棒球協會網頁 （页面存档备份，存于）